# مته‌سوسک‌ریختان
مته‌سوسک‌ریختان (نام علمی: Bostrichiformia) نام یک فروراسته از زیرراسته سوسک‌های همه‌چیزخوار است.